# Mungóbab
A mungóbab (Vigna radiata) a hüvelyesek rendjébe tartozó növény, melyet például babcsíra formájában emberi fogyasztásra, valamint takarmánynövényként és zöldtrágyázáshoz is hasznosítanak. Délkelet-Ázsiában honos, de elterjedt Európában és Amerikában is. Magyarországon kevéssé ismerik, leginkább a zöld színű változatot termesztik néhány hektáron az 1980-as évek óta. Egynyári, melegigényes növény. A terméshüvely hossza 10-15 centiméter.